# 泥亀
泥亀（でいき）は、神奈川県横浜市金沢区の町名。現行行政地名は泥亀一丁目及び泥亀二丁目。住居表示実施済み区域。1939年（昭和14年）7月1日に廃止された金沢泥亀町（かなざわでいきちょう）、1986年（昭和51年）7月26日に廃止された泥亀町（でいきちょう）についても本項で述べる。

## 地理
町の中央を南北に走る国道16号泥亀バイパス沿いに栄え、金沢区総合庁舎（区役所）、警察署、消防署、郵便局、図書館などの官公署や、京急サニーマート、ユニオンセンター、イオン金沢八景店（金沢八景プランタンを経て旧ダイエー金沢八景店）などの商業施設が立ち並ぶ。京急金沢文庫駅と金沢八景駅の間に位置し、国道16号を挟み西側が一丁目、東側が二丁目となっている。北は谷津町、西は大川、南は瀬戸、東は寺前・町屋町・洲崎町に隣接する。西端を京急本線が走り、北隣の谷津町にある金沢文庫駅と南隣の瀬戸にある金沢八景駅が利用できる。

### 地価
住宅地の地価は、2025年（令和7年）1月1日の公示地価によれば、泥亀1-10-19の地点で34万2000円/m²となっている。

### 面積
面積は以下の通りである。
| 丁目       | 面積（km²） |
| ---------- | ----------- |
| 泥亀一丁目 | 0.296       |
| 泥亀二丁目 | 0.098       |
| 計         | 0.394       |

## 歴史
17世紀に永島祐伯による開拓が行われるまでは平潟湾から続く入り江であったがのちに埋め立てられ、現在は区役所や金沢警察署、商業施設などが立地し、金沢区の行政・商業の中心となっている。町名はこの地を開拓した永島祐伯の雅号に因む。

### 沿革
- 1668年（寛文8年） - 永島祐伯が新田の開発を始める[7]。塩分が多いため水田には向かず、レンコンを採取する蓮田や、塩田として利用された。
- 1703年（元禄16年） - 元禄大地震により新田が荒廃。
- 1786年（天明6年） - 祐伯の6代目の子孫である段右衛門により一旦の完成をみるが、7月に洪水に見舞われる。
- 1791年（寛政3年） - 1786年と1791年の洪水により、水没。
- 1849年（嘉永2年） - 祐伯の9代目の子孫である忠篤により泥亀新田が完成。
- 1889年（明治22年） - 金沢村の一部となる。
- 1936年（昭和11年） - 蓮田の一部を埋め立て、日本製鋼所横浜製作所操業開始（1983年に区内福浦に移転し跡地は現在イオン金沢八景店とパークシティー金沢八景となっている）。10月1日に久良岐郡金沢町が横浜市に編入され、大字泥亀の一部から金沢泥亀町が設置される[8]。
- 1939年（昭和14年） 7月1日 - 金沢泥亀町を廃止し、新設された泥亀町、寺前町、大川に編入する[9]。
- 1961年（昭和36年）6月28日 - 台風6号による水害で床上浸水の被害が出る。
- 1962年（昭和37年）10月 - 横浜市による泥亀新田埋立事業着工。上記の水害により、水路を設けて低地の水を汲み出す工法が採られた[7]。
- 1966年（昭和41年）3月31日 - 泥亀新田埋立竣工。一部を町屋町、寺前町に編入する[9]。
- 1969年（昭和44年）3月 - 国道16号泥亀バイパス供用開始。幅員11mでカーブが多かった旧道に比べ、幅員は22mとなり、経路は直線状で500mほど短縮され、渋滞緩和に貢献した[10]。
- 1975年（昭和50年）7月28日 - 住居表示の実施（金沢区東部第一次区）に伴い、泥亀町の一部から泥亀一丁目、泥亀二丁目を設置し、一部を寺前町、町屋町、谷津町に編入する[9][11]。
- 1976年（昭和51年）7月26日 - 住居表示の実施（金沢区東部第二次地区）[12]に伴い、泥亀町の残部を洲崎町、町屋町、六浦町に編入して廃止する[13]。
- 1987年（昭和62年）7月20日 - 住居表示の実施（磯子区・金沢区梅林地区）[14]に伴い、泥亀一丁目の一部を瀬戸に編入する[15]。

## 世帯数と人口
2025年（令和7年）6月30日現在（横浜市発表）の世帯数と人口は以下の通りである。
| 丁目       | 世帯数    | 人口    |
| ---------- | --------- | ------- |
| 泥亀一丁目 | 1,888世帯 | 3,547人 |
| 泥亀二丁目 | 873世帯   | 1,723人 |
| 計         | 2,761世帯 | 5,270人 |

### 人口の変遷
国勢調査による人口の推移。
| 年                 | 人口  |
| ------------------ | ----- |
| 1995年（平成7年）  | 7,196 |
| 2000年（平成12年） | 6,519 |
| 2005年（平成17年） | 6,159 |
| 2010年（平成22年） | 5,458 |
| 2015年（平成27年） | 5,010 |
| 2020年（令和2年）  | 4,967 |

### 世帯数の変遷
国勢調査による世帯数の推移。
| 年                 | 世帯数 |
| ------------------ | ------ |
| 1995年（平成7年）  | 2,575  |
| 2000年（平成12年） | 2,593  |
| 2005年（平成17年） | 2,708  |
| 2010年（平成22年） | 2,524  |
| 2015年（平成27年） | 2,469  |
| 2020年（令和2年）  | 2,485  |

## 学区
市立小・中学校に通う場合、学区は以下の通りとなる（2024年11月時点）。
| 丁目       | 番地 | 小学校             | 中学校             |
| ---------- | ---- | ------------------ | ------------------ |
| 泥亀一丁目 | 全域 | 横浜市立八景小学校 | 横浜市立金沢中学校 |
| 泥亀二丁目 | 全域 | 横浜市立八景小学校 | 横浜市立金沢中学校 |

## 産業

### 事業所
2021年（令和3年）現在の経済センサス調査による事業所数と従業員数は以下の通りである。
| 丁目       | 事業所数  | 従業員数 |
| ---------- | --------- | -------- |
| 泥亀一丁目 | 187事業所 | 2,519人  |
| 泥亀二丁目 | 82事業所  | 2,334人  |
| 計         | 269事業所 | 4,853人  |

### 事業者数の変遷
経済センサスによる事業所数の推移。
| 年                 | 事業者数 |
| ------------------ | -------- |
| 2016年（平成28年） | 285      |
| 2021年（令和3年）  | 269      |

### 従業員数の変遷
経済センサスによる従業員数の推移。
| 年                 | 従業員数 |
| ------------------ | -------- |
| 2016年（平成28年） | 4,609    |
| 2021年（令和3年）  | 4,853    |

## 交通

### 鉄道
- 京浜急行本線 - 町内に駅はないが、金沢文庫駅・金沢八景駅が至近である。

### バス
- 神奈川中央交通
- 京浜急行バス
- 横浜市営バス

### 道路
- 国道16号

## 施設
- 金沢区総合庁舎
  - 横浜市金沢区役所
  - 横浜市消防局金沢消防署
  - 横浜市金沢公会堂
- 金沢警察署
- 横浜金沢郵便局
- 横浜市立八景小学校
- 横浜市金沢図書館
- 横浜地方法務局金沢出張所
- ユニオンセンター
- 泥亀公園

## その他

### 日本郵便
- 郵便番号 :236-0021[3]（集配局：横浜金沢郵便局[25]）

### 警察
町内の警察の管轄区域は以下の通りである。
| 町丁       | 番・番地等 | 警察署     | 交番・駐在所     |
| ---------- | ---------- | ---------- | ---------------- |
| 泥亀一丁目 | 全域       | 金沢警察署 | 金沢文庫駅前交番 |
| 泥亀二丁目 | 全域       | 金沢警察署 | 金沢文庫駅前交番 |